# Tore Nilsson
Tore Ulrik Nilsson (i riksdagen kallad Nilsson i Agnäs), född 8 november 1919 i Vännäs församling, Västerbottens län, död där 20 augusti 1998, var en svensk predikant och politiker (moderat). 
Nilsson, som var son till jordbrukare Anders Nilsson och Ennybeth Forsberg, avlade realexamen i Malmö 1939, bedrev gymnasiestudier vid Hermods och studerade vid Johannelunds teologiska institut 1942–1944. Han blev predikant inom Evangeliska Fosterlandsstiftelsen (EFS) i Arvidsjaur 1944, i Bjurholm 1948 och var resetalare inom EFS i Västerbottens län från 1962. Han var även verksam som författare, poet och hembygdsforskare. 
Nilsson var riksdagsledamot för Högerpartiet/moderaterna 1964–1985, invald i Västerbottens läns valkrets. Han blev rikskänd 1980 när han stoppade en utbyggnad av Sölvbacka strömmar genom att som enda borgerliga riksdagsledamot rösta emot förslaget.   

### Romaner
- Såsom en guldsmeds eld (Evangeliska Fosterlands-Stiftelsens bokförlag 1949)

- Såsom ljungelden (Evangeliska Fosterlands-Stiftelsens bokförlag 1951)
- Såsom en skugga (Evangeliska Fosterlands-Stiftelsens bokförlag 1953)

- Din är ock natten (Evangeliska Fosterlands-Stiftelsens bokförlag 1954)
- Boken om Lars Levi Länta (Evangeliska Fosterlands-Stiftelsens bokförlag 1955)
- Såsom halm för vinden (Evangeliska Fosterlands-Stiftelsens bokförlag 1956)
- Båtlänningen (Evangeliska Fosterlands-Stiftelsens bokförlag 1958)
- Fåvitsk jungfru (EFS-förlaget 1975)
- Spåret mot polstjärnan (CeWe-förlaget 1977)
- Bastun - om mannen som gick bort (EFS-förlaget 1978)
- Jag har din boning kär - en bok om barmhärtigheten (EFS-förlaget 1980)

### Diktsamlingar
- Reseskildring (Evangeliska Fosterlands-Stiftelsens bokförlag 1955)
- På genomresa (Evangeliska Fosterlands-Stiftelsens bokförlag 1950
- Kungsled (EFS-förlaget 1965)

### Sånger
- Allt vad jag har är blott ett lån
- Blodröd synd hos mig du ser (Sionstoner 1972 nr
- Döden är inte det sista
- Här har du mig, Herre
- Jag ser din rikedom
- Jesus har offrat allting för mig
- Kring vår Frälsares panna
- Så länge jag är till
- Törne vart släktets dom
- Vi tacka, Herre, för det skimmer